# Fourme d'Ambert
De Fourme d’Ambert, in het Nederlands ook vaak Ambert genoemd, is een Franse kaas, afkomstig uit Saint-Just in het bergachtige gebied van de Puy-de-Dôme, plus uit een beperkt aantal kantons uit de departementen Loire en Cantal.

## Geschiedenis
De Fourme d’Ambert kent een lange geschiedenis. De legende wil dat de druïdes van de oude Galliërs al liefhebbers van deze kaas waren (de waarheid hiervan is niet na te gaan). Recenter en beter te traceren zijn de tienden-stenen in de negende-eeuwse kapel van La Chaulme (Monts du Forez, departement Puy-de-Dôme). De tienden-stenen gaven de producten aan waarvan de horige zijn tiende moest betalen, en een van die 7 stenen geldt als de steen voor de Fourme.
Van origine werd de kaas op de boerderijen gemaakt. 's Zomers werd de kaas op het land gemaakt in de "jasseries", gebouwtjes die tegelijk stal en woning waren. De kaas werd verkocht op de regionale markten van Ambert en van Montbrison. Deze werkwijze had eind 19e eeuw z’n hoogtepunt, maar werd in de 20e eeuw vervangen door de kaasmakerijen, de fromageries.
In 1976 is er een AOC keur ingesteld voor de Fourme d’Ambert en de Fourme de Montbrison samen: Fourme d’Ambert et de Montbrison AOC. In 2002 zijn de twee AOC’s gescheiden en is er een Fourme d’Ambert AOC en een Fourme de Montbrison AOC. Het is trouwens een van de oudste kazen van Frankrijk.

## Achtergrond
De Fourme wordt gemaakt van koemelk, die bij de start verwarmd wordt tot 32C. Aan de melk wordt een gist toegevoegd met melkzuur-bacteriën en de Penicillum Roqueforti schimmel. Na het toevoegen van stremsel wordt de wrongel gesneden in kleine stukjes, met name om de wrongel en de wei optimaal te scheiden. De kleine wrongel-bolletjes blijven nog een uur staan; in dat uur vormt zich om ieder bolletje een buitenlaagje. Bij het in de vormen doen van de wrongel zorgen die laagjes ervoor dat er kleine ruimtes met lucht in de kaas ontstaan. In een warme ruimte lekt de kaas in de vorm nog 24 uur verder uit. Na het uit de vorm halen wordt de kaas gezouten in een zoutbad of met fijn droog zout. Voor de rijping is nu eerst de “piquage”, in de kaas worden met naalden gaten geprikt die er voor moeten zorgen dat er lucht in het binnenste kan komen, zodat de schimmel zich goed kan ontwikkelen.
De rijping van de kaas vindt plaats gedurende minimaal 28 dagen bij een temperatuur van 8 tot 12 °C. De kaas die resulteert is een blauwaderkaas met een natuurlijke korst.
Wijnadvies: Côtes-du-Forez of Beaujolais (geen primeur)

## Onderscheid Ambert – Montbrison
De twee Fourmes zijn elkaars zusjes. Op de meeste vlakken is de behandeling identiek, maar op twee punten wijken ze van elkaar af:
- de Fourme d’Ambert wordt beperkt afgegoten en wordt gezouten door de kaas met zout in te wrijven of door de kaas in een verzadigd pekelbad te laten weken.
- de Fourme de Montbrison kent eerst een voor-afgietfase, vervolgens wordt de wrongel gezouten voor ze in de vorm gedaan wordt om verder uit te lekken.